# Бахотец
Бахоте́ц (бел. Бахаце́ц) — деревня в составе Волковичского сельсовета Чаусского района Могилёвской области Республики Беларусь.
По преданиям, название деревни первоначально звучало Боготец (от «бог — отец»), но в советское время (борьбы с религией в топонимах) было замаскировано написанием Бохотец (затем Бахотец).

## История
Упоминается в 1696 году как село с церковью в составе Могилевской экономии в Оршанском повете ВКЛ.

## Население
- 2010 год — 148 человек

## Известные уроженцы
- Жучков, Тихон Свиридович (1922—1987) — лётчик-истребитель, Герой Советского Союза (1945).